# Konarak (shahrestan)
Konarak (persiska: کنارک), eller Shahrestan-e Konarak (شهرستان کنارک), är en delprovins (shahrestan) i Iran. Den ligger vid Omanviken i provinsen Sistan och Baluchistan, i den sydöstra delen av landet. Administrativt centrum är staden Konarak.
Delprovinsen hade 98 212 invånare 2016.